# Raemeotherium
Raemeotherium — вимерлий рід сумчастих дипротодонтів із формації Намба пізнього олігоцену Південної Австралії. Він був набагато меншим, ніж інші дипротодонти, розміром приблизно з ягня і порівняно гнучким. Зазвичай він розміщується в Zygomaturinae, але оскільки верхній третій премоляр невідомий, залишається сумнів щодо його спорідненості.